# Vluchtsimulatiespel

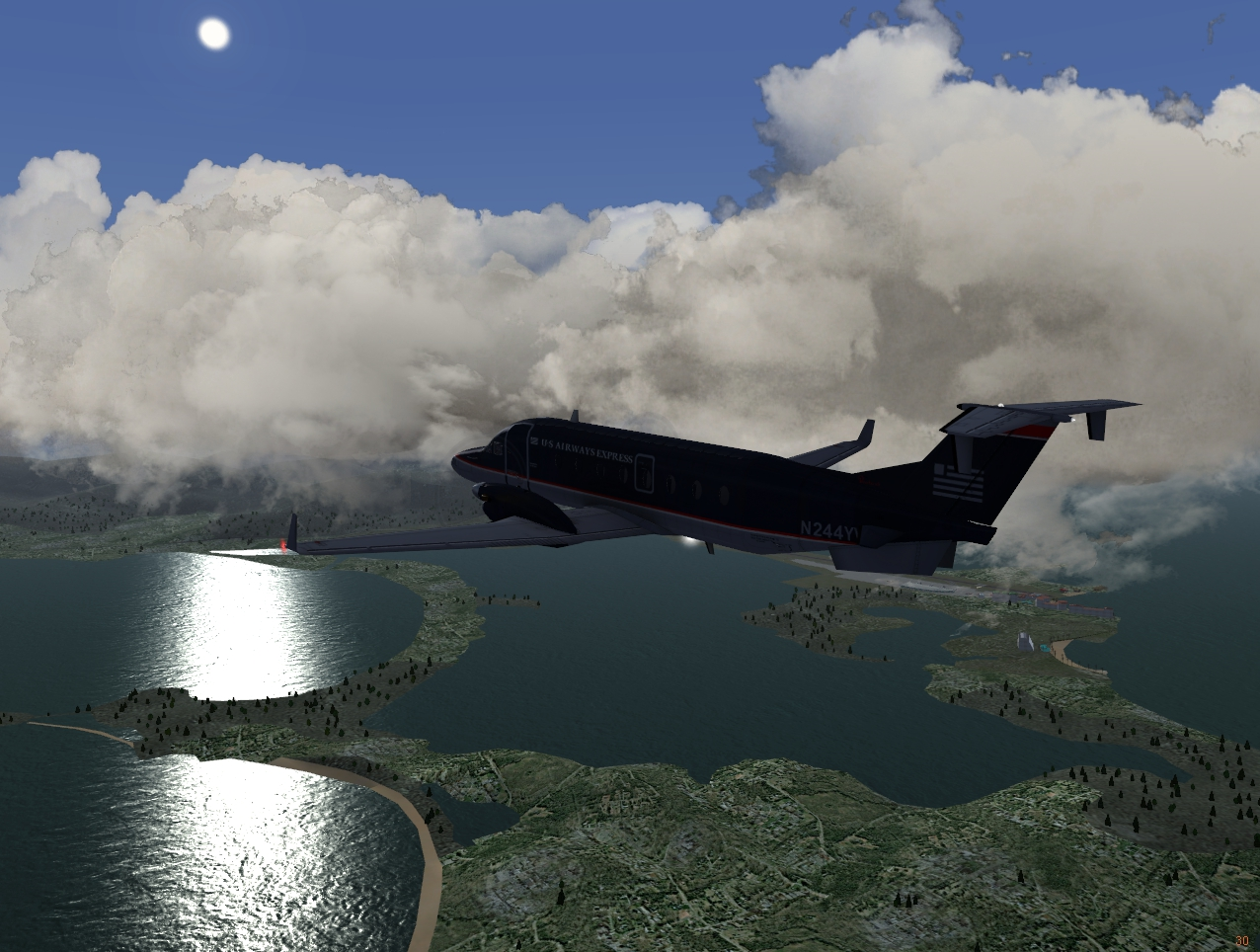
Screenshot van het vliegsimulatiespel FlightGear

Vluchtsimulatie is een computerspelgenre waarbij de vlucht van een vliegtuig wordt nagebootst. Een vluchtsimulatiespel kan gespeeld worden op een pc of spelcomputer met bepaalde software, zoals computerspellen.

## Computerspellen
Vluchtsimulatiespellen zijn onder andere Microsoft Flight Simulator, Xplane, Prepar3D en FlightGear. Naast de standaardsoftware zijn gratis of tegen betaling allerlei uitbreidingen of DLC te downloaden. Deze add-ons of scenery's bestaan bijvoorbeeld uit landschappen, steden of vliegvelden, maar ook uit virtuele modellen van vrijwel alle vliegtuigtypen.

## Online vliegen
Virtuele vliegmaatschappijen en wereldwijde computernetwerken zoals VATSIM en IVAO bieden de mogelijkheid om via internet gebruik te maken van een realistische vliegwereld, waar men samen vliegt met anderen. Hierbij is op bepaalde tijdstippen en real-time vaak luchtverkeersleiding aanwezig die internationaal ook vanuit de hobbysfeer opereert.